# Storia di Foggia

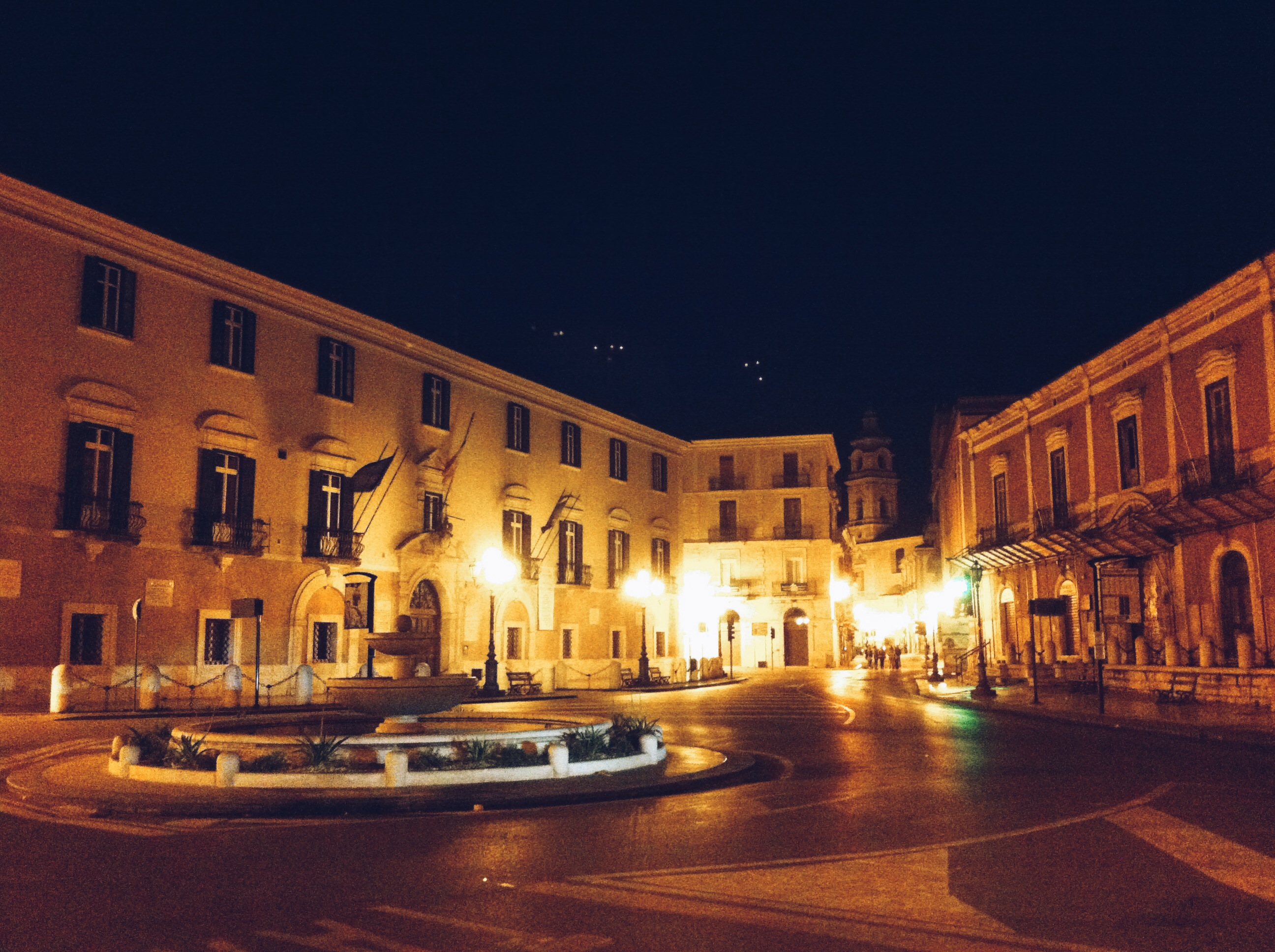
Piazza XX Settembre

## Dal Neolitico al Medioevo
Insediamenti umani nel territorio comunale della città sono presenti già nel Neolitico(dal VI al IV millennio a.C.). Un ufficiale inglese osservatore della R.A.F., J. B. Bradford, studiando le foto aeree eseguite durante il secondo conflitto mondiale, scoprì che il territorio comunale della città faceva parte del più grande Villaggio del Neolitico, e tra i più datati, in Europa. Gli abitanti vi praticavano l'agricoltura, che raggiunse la penisola italiana, dal lontano medioriente, proprio attraverso la provincia di Foggia, favoriti dalla fertilità e dalla regolarità  del Tavoliere. Solo una piccola parte degli insediamenti individuati sono diventati sede del parco archeologico Passo di Corvo, uno dei pochi parchi del Neolitico presenti in Italia. Altri importanti ritrovamenti dello stesso periodo, sono stati scoperti nel centro della città, nell'area della Villa Comunale, dell'ex Ippodromo, e in località Pantano, tra i quartieri Ordona Sud, San Lorenzo e Salice Nuovo. In località Arpinova, sono stati trovati insediamenti dell'antica città di Arpi (II millennio a.C.), come l'Ipogeo della Medusa, l'Ipogeo dei Cavalieri e le Necropoli. Arpi era una grande ed importante città dauna, fondata da Diomede, re dell'Etolia, molto estesa e popolata, dove erano presenti migliaia di soldati, ricca e forte anche per la sua posizione geografica, per la prosperità dell'agricoltura e per l'intenso commercio che svolgeva con le città vicine e con quelle oltre l'adriatico, grazie ai porti dauni di Siponto e Salapia.
L'attuale nucleo urbano di Foggia si sviluppa dopo l'anno 1000, dai resti di Arpi ed a seguito della conquista normanna. Secondo la tradizione, lo sviluppo dell'attuale centro storico della città sarebbe legata al ritrovamento il 13 agosto 1073 in uno specchio d'acqua, da parte di alcuni pastori, di una tavola raffigurante la Madonna, sulla quale ardevano tre fiammelle (raffigurate poi nello stemma civico) presso cui si sarebbe genuflesso un bue. In precedenza infatti laddove ora sorge la città c'era solo una taverna presso cui i pastori portavano gli animali ad abbeverarsi, chiamata "Taverna del Gufo". Per quanto non si possa affermare con certezza l'anno esatto della nascita dell'attuale città vecchia, si può comunque affermare che essa si attesti non prima del 1066 e non dopo del 1100, poiché non ci sono riferimenti a chiese nel luogo nella bolla in cui papa Alessandro II elenca le chiese nella giurisdizione troiana (1066), ma nella bolla di papa Pasquale II del 1100 è nominata la chiesa di Sancta Maria de Focis. L'icona è ancora oggi custodita nella cappella alla destra dell'altare maggiore della cattedrale cittadina.
La zona era paludosa e malarica e si dovette aspettare la dominazione normanna (XI e XII secolo) per assistere a miglioramenti ambientali. Roberto il Guiscardo, in particolare, fece bonificare un'ampia zona acquitrinosa, dando al giovane centro urbano un notevole impulso economico e civile, ravvivato ulteriormente durante il regno di Guglielmo il Buono che, tra il 1172 e il 1179, fece costruire la cattedrale in stile romanico e ampliò l'abitato.

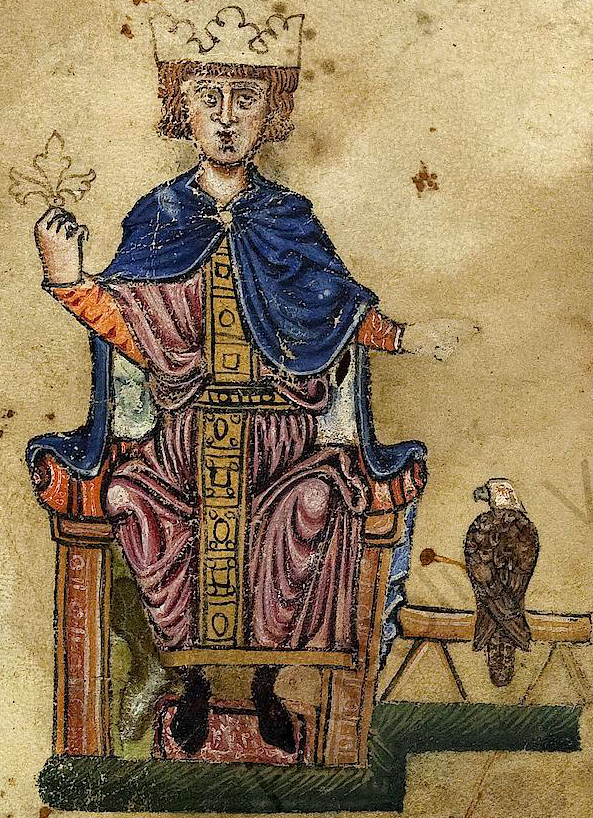
Federico II

## L'età federiciana
Fondamentale per la storia di Foggia fu Federico II. Nel 1223, fece erigere una delle sue residenze, in cui spesso soggiornò con parte della sua corte. Il Palatium, realizzato dal protomagister Bartolomeo da Foggia, si estendeva su una vasta area, nei pressi di via Arpi, e contemplava giardini con fontane e sculture e ampi saloni rivestiti di marmi. Del palazzo sopravvivono soltanto il pozzo (in massima parte ricostruzione di fantasia) e il sontuoso archivolto lapideo del portale d'ingresso, inserito in un prospetto esterno del Museo civico. L'iscrizione del portale, alto 7,40 m e largo 3,20, recita: «Hoc fieri iussit Federicus Cesar ut urbs sit Fogia regalis sede inclita imp(er) ialis» («Ciò comandò Federico Cesare che fosse fatto affinché la città di Foggia divenisse regale e una inclita sede imperiale»). 

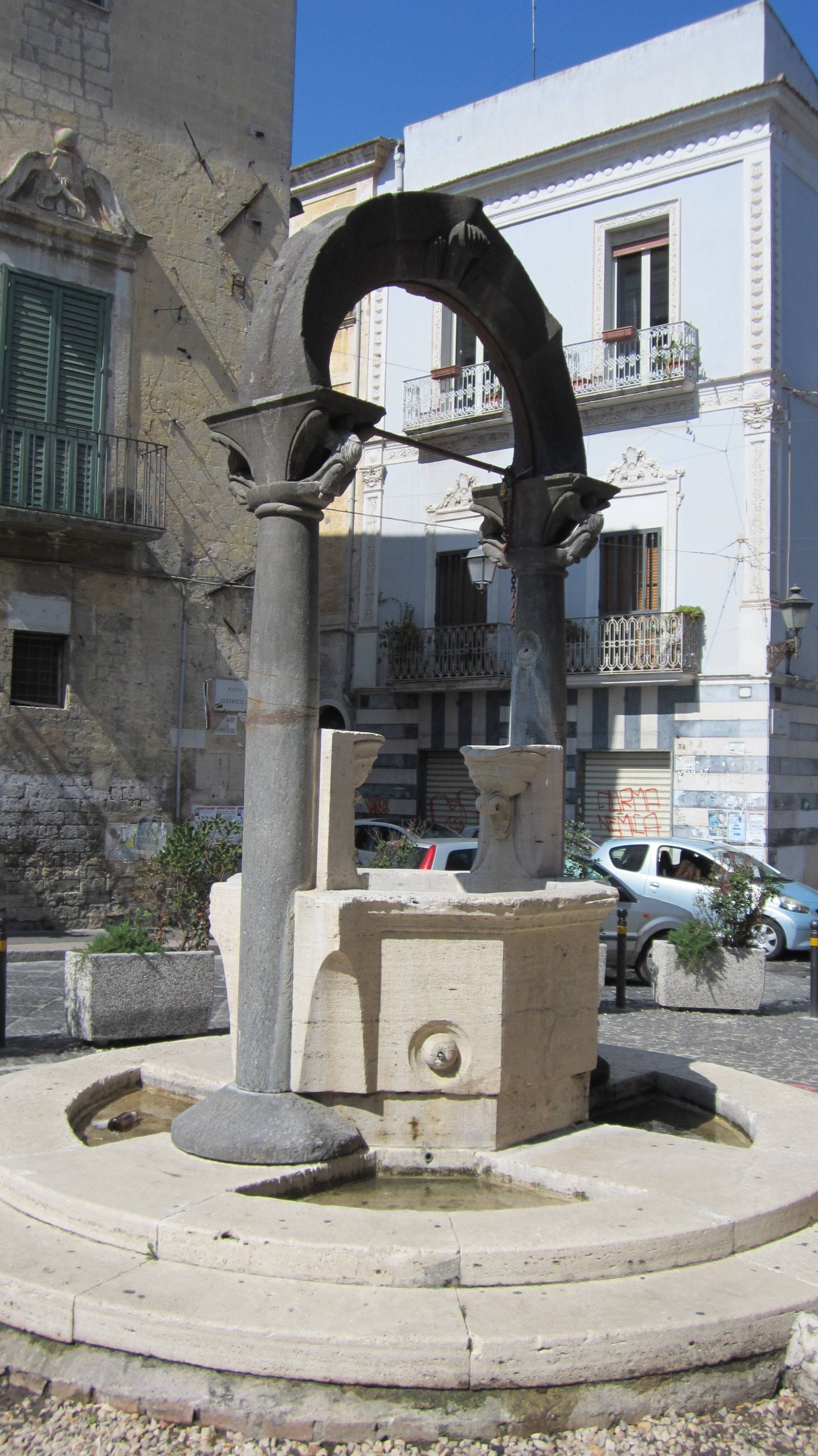
Pozzo della Reggia Federiciana.

Dal 1223 Foggia assunse una funzione di rilievo dovuta alla permanenza dell'imperatore, per la posizione geografica ritenuta strategica oltre che per la varietà morfologica del suo territorio, assumendo un ruolo dominante tra le città della Capitanata. Federico II considerava tale area un luogo ideale anche per la caccia e perciò fece costruire altre due dimore nei pressi della città. La prima, la Domus Solatiorum San Laurencii o Pantani, in località Pantano, tra i quartieri Salice Nuovo, San Lorenzo e Ordona Sud, dove il Guiscardo aveva fatto edificare la chiesa di San Lorenzo in Carmignano, testimonianza visiva, insieme alla Regia Masseria Pantano, della vasta area che occupava la struttura federiciana. Il luogo è attualmente un rilevante sito archeologico, oltre che medioevale, anche dauno e neolitico, a pochi chilometri dal centro di Foggia. L'altra dimora del grande imperatore siciliano era la Domus dell'Incoronata, nei pressi dell'omonimo Bosco/Santuario; in questo caso, testimonianza importante della struttura federiciana è la Regia Masseria Giardino, nelle immediate vicinanze della moderna linea ferroviaria Foggia-Potenza.

## La dogana delle pecore

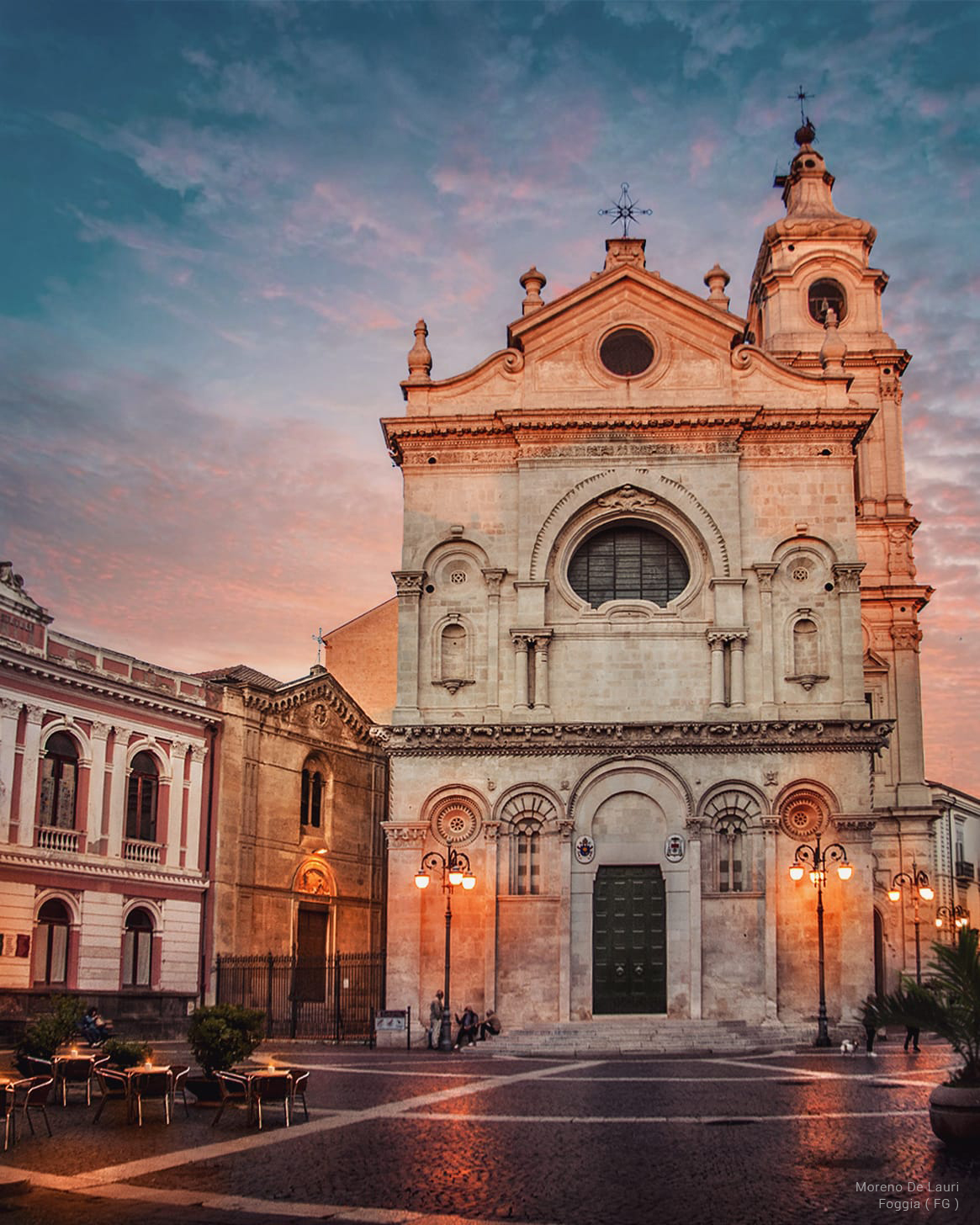
Duomo di Foggia

La storia di Foggia è legata intimamente alla transumanza. Per meglio controllarla e ricavarne delle rendite, nel 1447 gli Aragonesi sfruttarono la collocazione geografica della città imponendo, mediante la dogana delle pecore istituita nella città, il pagamento di una tassa a tutti i pastori che recavano le proprie greggi nel Tavoliere tramite la fitta rete di tratturi e tratturelli ad essi riservati. Simboli di questo istituto destinato a lunghissima vita sono i due Palazzi della Dogana, sedi ufficiali dell'autorità regia. Il vecchio è nei pressi del pozzo del Palatium federiciano, il nuovo, settecentesco, è oggi sede della Provincia. La Dogana fece arricchire notevolmente le casse regie ma impoverì gli agricoltori del Tavoliere meridionale, provocando la formazione di paludi nei campi abbandonati.
Il terremoto del 1456 devastò la città e altri due sismi si verificarono nel 1534 e nel 1627.

## Dal Cinquecento al Settecento

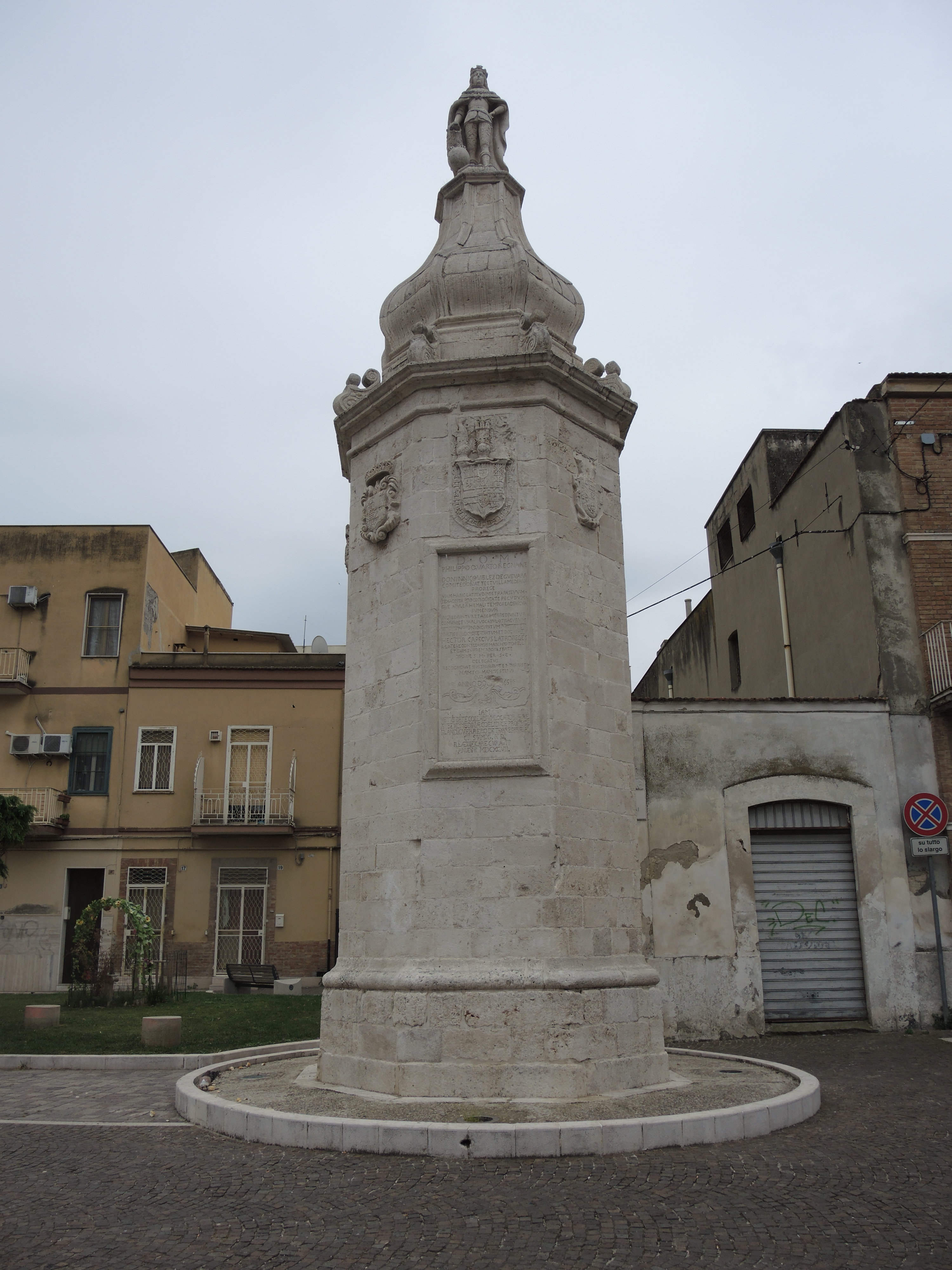
L'Epitaffio del Tratturo Magno

Nel Cinquecento la città fu attiva nella guerra franco-spagnola: schieratasi con gli spagnoli, subì nel marzo 1528 un duro saccheggio francese che ridusse la popolazione a un migliaio di cittadini.
Sulla scia dei moti innescati da Masaniello a Napoli, Foggia tra il 1647 e il 1648 vide la nascita di numerose sollevazioni popolari che ben presto presero la connotazione di una vera e propria guerra civile.
Pochi anni più tardi la città fu messa in ginocchio dalla rovinosa pestilenza del 1656, che colpì l'intera Penisola.

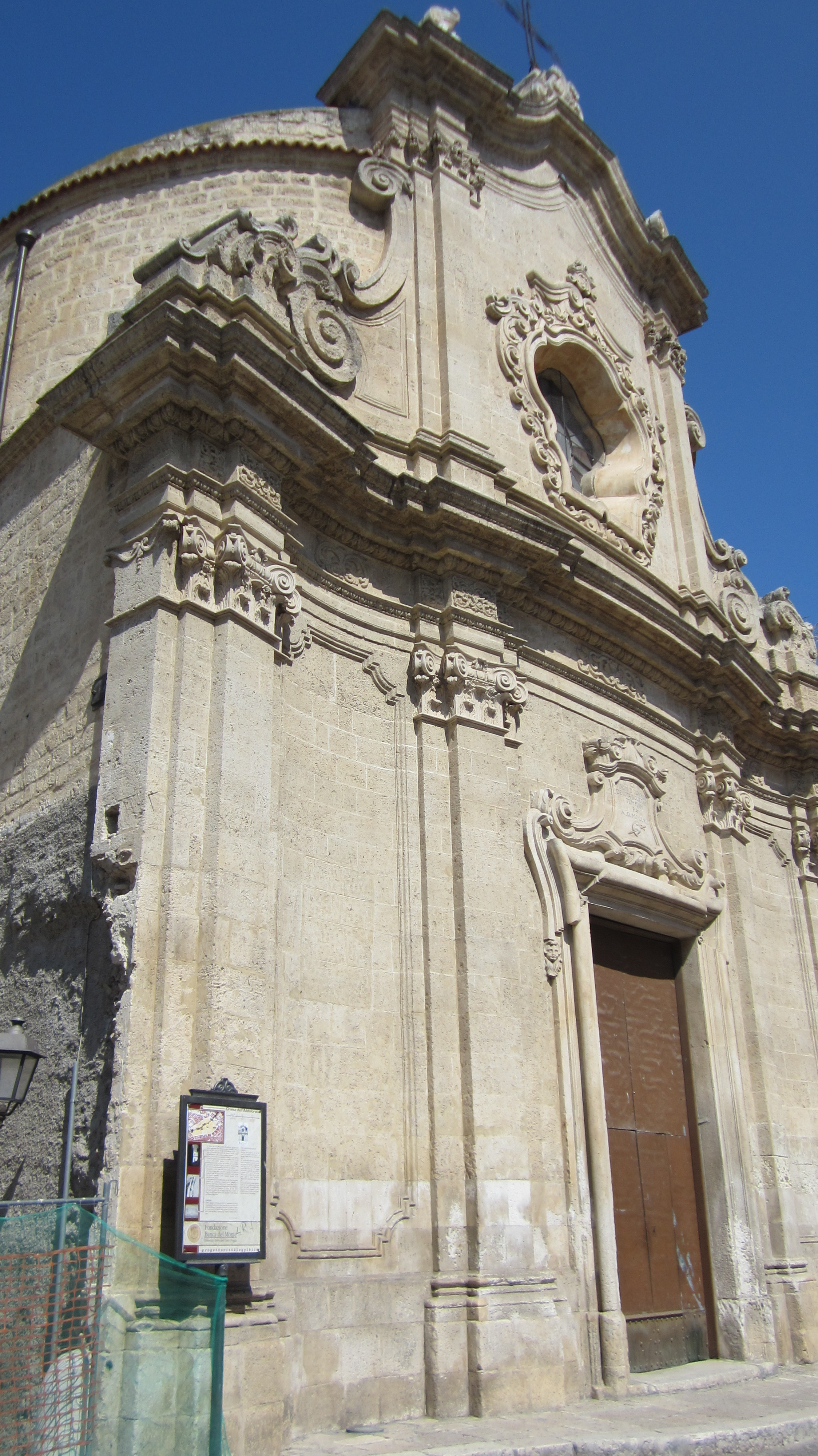
Chiesa dell'Addolorata, esempio di barocco foggiano

Risale agli ultimi anni del XVII secolo l'unico monumento nazionale della città: la chiesa delle croci.
Un ennesimo, grave sisma caratterizzò la prima metà del XVIII secolo: il terribile terremoto del 20 marzo 1731 colpì infatti duramente la città, distruggendo un terzo delle abitazioni. In seguito a questo evento tellurico giunse in città sant'Alfonso Maria de' Liguori che il 22 marzo dello stesso anno ha un'apparizione della Madonna, che gli appare viva attraverso l'icona della Madonna dei Sette Veli (detta Iconavetere), il cui ritrovamento aveva tradizionalmente segnato la nascita della città. Secondo la tradizione, il 30 novembre 1735, mentre pregava ai piedi dell'Iconavetere, fu visto levitare avvolto in un fascio di luce (l'episodio è ricordato su una delle vetrate che decorano la cattedrale della città). I cittadini reagirono alla tragedia del terremoto innescando un'immediata ripresa: nacquero nuovi quartieri, si rafforzò il mercato cerealicolo e, sotto i Borboni, ci fu un notevole momento di fioritura culturale. Il governo borbonico diede un importante impulso allo sviluppo agricolo della zona, mostrando la necessità di una riforma del sistema economico di Capitanata. A riprova dell'importanza che la città aveva in questo periodo basti ricordare che il 25 giugno 1797 il principe Francesco I delle Due Sicilie la scelse come luogo in cui celebrare il suo matrimonio con Maria Clementina d'Asburgo-Lorena.

## L'Ottocento
Con lo sviluppo dei trasporti, Foggia si sviluppò finalmente nell'800 in quanto posta in punto strategico centrale rispetto al vasto Tavoliere, tra Bari e Pescara, e come snodo verso Napoli. Così Foggia riuscì a ricoprire un ruolo più importante rispetto a Lucera, Bovino, Troia, Manfredonia e San Severo.

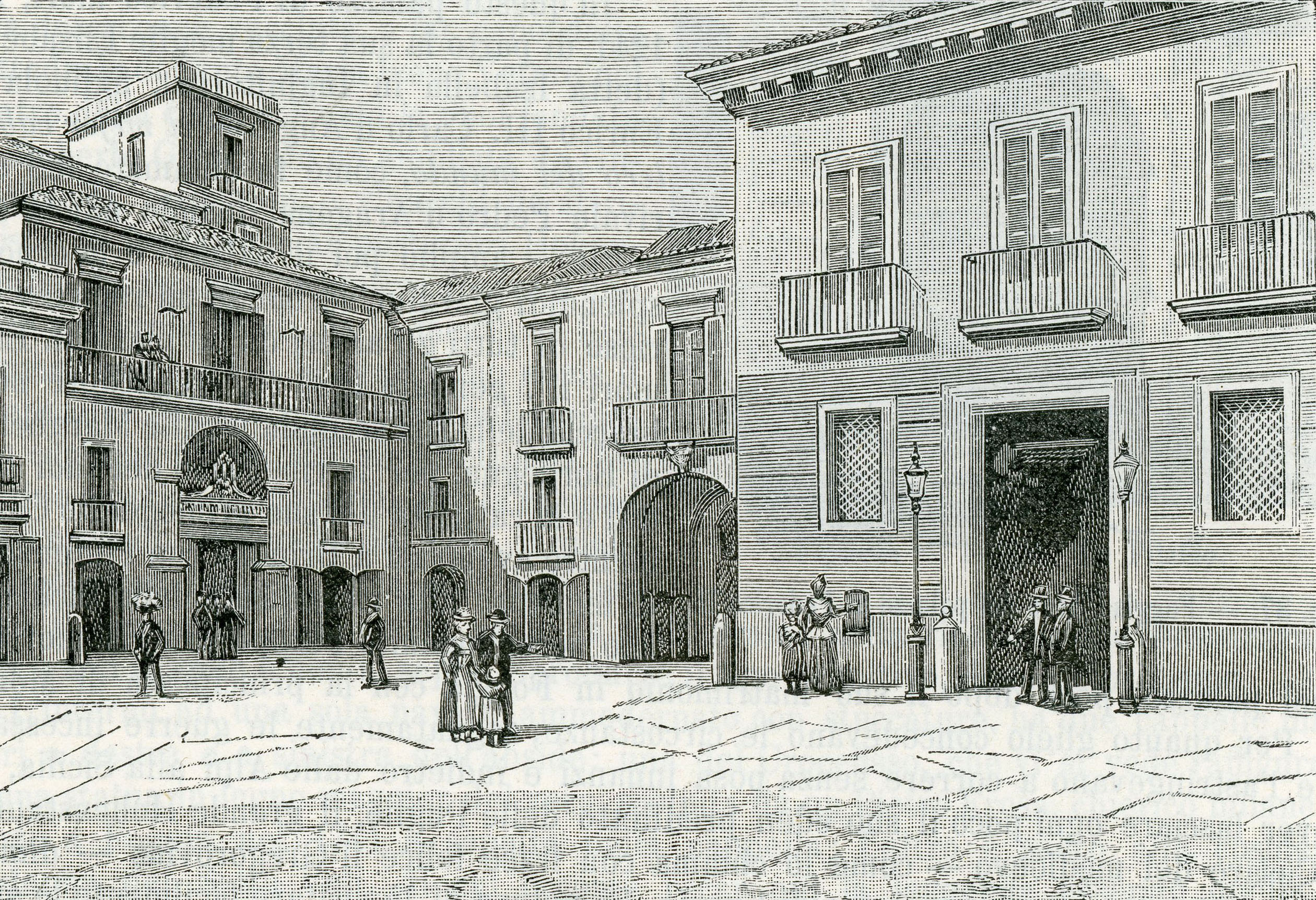
Largo Municipio nell'800

Nell'Ottocento, divenuta capoluogo di provincia nel 1806 al posto di Lucera, Foggia crebbe notevolmente, sviluppandosi verso la stazione ferroviaria e arricchendosi di importanti edifici pubblici. In questo periodo la città fu molto attiva anche dal punto di vista politico, ospitando rivendite carbonare e prendendo parte ai moti del 1848 e del 1860.
Il 25 giugno 1855 la città fu promossa a sede vescovile (sarà unita alla diocesi di Bovino e fatta arcidiocesi il 30 aprile 1979, dando origine all'arcidiocesi di Foggia-Bovino).
Con l'unità d'Italia nel 1861, ma soprattutto con l'abolizione della dogana avvenuta quattro anni dopo, la città poté sfruttare le terre sottratte alla pastorizia dando un nuovo sviluppo all'agricoltura. Cessò così quello che già l'illuminista Teatino Ferdinando Galiani aveva definito un'ottusa forma di industria campestre. In questo periodo la città divenne un importante nodo ferroviario e stradale, fondamentale per il collegamento dell'Italia centro-settentrionale col Meridione, grazie alla costruzioni di grandi opere infrastrutturali.

## Il Novecento
Un avvenimento che riveste una notevole importanza nella storia della città è la costruzione dell'Acquedotto pugliese nel 1924. La perenne mancanza di risorse idriche, soprattutto nelle stagioni estive, era infatti un notevole problema per la cittadinanza e per l'agricoltura locale. La città il 21 marzo di quell'anno salutò festosa l'arrivo in città dell'acqua, resa visibile dalla fontana (che doveva essere provvisoria) che decora ancora oggi la Piazza Cavour.
La forma misteriosa di tale fontana dovrebbe rappresentare una stella marina sulla quale non ha trovato più posto il previsto Nettuno su di un cocchio trainato da due sirene. La fontana di Piazza Cavour può e deve essere considerata come il simbolo della nuova Foggia , una città che si affrancava della sete atavica e delle scorte d'acqua piovana nelle cisterne che aveva condizionato generazioni di cittadini e che con l'inaugurazione della fontana potevano finalmente godere del bene prezioso dell'acqua in casa.

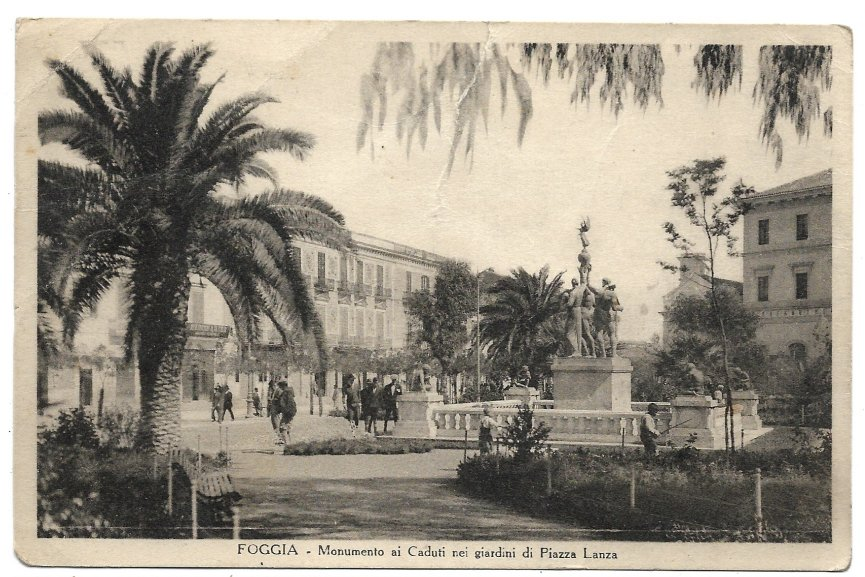
Piazza Lanza nel 1931

In effetti la politica urbanistica fascista spostò il centro della città dalla zona antica (o ciò che ne restava) verso una zona completamente nuova, snaturando ulteriormente ciò che i terremoti non avevano completato e lasciando come periferia il vecchio centro storico, il tutto accompagnato da sventramenti di strade, chiese ed altri edifici ritenuti vecchi e fatiscenti, ma oggi rimpianti.
Durante il ventennio fascista la città vide accrescere la quantità di edifici di interesse culturale nel suo territorio. Oltre alla costruzione della frazione di Segezia, poco fuori dalla città, è da ricordare la costruzione in questo periodo di edifici di notevole pregio architettonico quali il Palazzo del Podestà (l'attuale Municipio) (su progetto di Armando Brasini) a forma di M, il Palazzo del Governo (l'attuale Prefettura)(su progetto di Cesare Bazzani inaugurato nel 1934 da Benito Mussolini) e lo Stadio Benito Mussolini  (ora stadio Pino Zaccheria) nel 1925.
L'importanza strategica di collegamento tra il nord e il sud della penisola, se dapprima era stato un motivo di sviluppo della città, divenne in seguito la causa della distruzione di buona parte della stessa. Durante la seconda guerra mondiale, infatti, fu bersaglio dei bombardamenti dell'aviazione alleata e fu duramente colpita. I bombardamenti più violenti furono quelli del 22 luglio e del 19 agosto 1943.
L'importanza strategica della città venne ben compresa dagli alleati, tanto che la sua conquista fu uno degli obiettivi principali dell'sbarco a Salerno. La sua importanza si accrebbe all'inizio del settembre del 1943, quando tutti gli aeroporti dell'Italia meridionale erano neutralizzati ad eccezione, appunto, di quello di Foggia. Il periodo di occupazione delle truppe tedesche si concluse il 27 settembre di quell'anno, con l'entrata in città delle truppe dell'ottava armata inglese del generale Bernard Law Montgomery.

Foggia nel 1943 bombardata

Dopo l'occupazione alleata, dal 1º ottobre Foggia divenne centro nevralgico delle principali basi aeree anglo-americane utili per colpire dall'Adriatico tutta l'Europa Centrale e i Balcani in mano tedesca. Il complesso è indicato nei documenti statunitensi come Foggia Airfield Complex.
Dopo la fine del conflitto, Foggia fu ricostruita, solo in piccola parte ripristinando gli edifici storici crollati o profondamente danneggiati. Nella seconda metà del secolo, in seguito all'azione di bonifica intrapresa nel Tavoliere, la città ha visto accrescere la sua importanza economica e il suo sviluppo urbanistico e demografico. L'8 luglio 1959 è stata insignita della medaglia d'oro al valor civile per atti di abnegazione durante il secondo conflitto mondiale e il 2 maggio 2006 della medaglia d'oro al valor militare.
L'11 novembre 1999 Foggia fu teatro di uno dei maggiori disastri edilizi della storia recente italiana: il crollo di viale Giotto. Nella sciagura, in cui cedette uno stabile di sei piani, morirono 67 persone. L'indagine successiva appurò che le cause erano da attribuire ad errori di progettazione del palazzo e all'uso di materiali di scarsa qualità, circostanze aggravate anche dall'ampliamento di un garage sotterraneo al palazzo. I responsabili furono individuati nei costruttori dell’edificio, due fratelli contadini morti nel disastro, e nel progettista, anch'esso morto alcuni anni prima del crollo.